# Fellinis Stadt der Frauen
Fellinis Stadt der Frauen (Originaltitel: La città delle donne) ist eine surreale Tragikomödie des italienischen Regisseurs Federico Fellini aus dem Jahr 1980. Inmitten traumähnlicher, ausgefallener Bilder, die charakteristisch für Fellini sind, spielt Marcello Mastroianni einen Mann, der durch männliche und weibliche Welten reist, bis es zu einer Konfrontation mit seinen Neigungen zu Frauen und seiner Ehefrau kommt.

## Handlung
Der lüsterne Schürzenjäger Snàporaz begegnet im Zug einer verführerischen Frau. Er verfolgt sie in einen Wald und findet sich schließlich in einem abgelegenen Hotel wieder. Zu seinem Entsetzen tagt dort gerade ein Kongress militanter Feministinnen, für die Snàporaz ein gefundenes Fressen ist. Er wird verhöhnt und gedemütigt. Gefangen in dieser von Frauen dominierten Welt, sieht er sich mit seinen sexuellen Fantasien, Vorurteilen und Ängsten konfrontiert. Er trifft auf eine Feministengruppe, welche an einer Männerpuppe trainiert, ihm „zur Strafe“ in die Hoden zu treten. Ein Entkommen scheint unmöglich.
Auf der Flucht durch den Wald wird er in die schutzbietende Villa von Dr. Xavier Katzone aufgenommen. Katzone – ein Waffennarr und Frauenheld – versteht es seit einer Ewigkeit, Widerstand gegen die Frauenwelt zu leisten. In Katzones Villa kommt es schnell zu einer üppigen Festlichkeit. Snàporaz verbringt die Nacht umgeben von Katzones domestizierten Frauen. Snàporaz’ eigene Ehefrau ist ebenfalls anwesend und bemängelt ihre mangelnde Eigenständigkeit.
Unter Katzones Gästebett entdeckt Snàporaz den Eingang zu einer Achterbahn des Glücks, in welcher stramme Hausfrauen als Kuriositäten und Wunschbilder inszeniert werden. Am Ende der Fahrt wird Snàporaz vor einem Frauengericht für seine Verbrechen an der Frauenwelt wider seine Erwartung freigesprochen. Er aber, der sich, so scheint es, schuldig fühlt, will wissen, was mit Verurteilten passiert, und geht den Weg der Verurteilten. In einer großen Arena vor Frauenmassen klettert er eine Leiter hinauf, wie ihm geheißen, und findet an deren Ende – statt eines von ihm erwarteten, Männer strafenden Monsters – eine alte, ihm schon aus dem Vorgeschehen bekannte Frau in einem Boxerring. Diese heißt ihn aber weiter eine Strickleiter nach oben zu steigen, und er gelangt so in den Korb eines großen Ballons in Form einer höchst erotischen Frau und scheint dadurch gerettet. Da tritt eine vermummte Feministin auf das Plateau des Arenagebäudes und beschießt Ballon und Korb mit ihrer Maschinenpistole, sodass dieser schließlich abstürzt. Während des Falls springt ein Frauenwesen, hauteng bekleidet, in betörend schöner Gestalt und mit aufreizendem Blick unter blondem Haar, wie eine Katze an das Netz des Ballons, an welches sich Snàporaz klammert, und schaut ihm in das Gesicht. Es ist wohl der Tod Snàporaz’ – in von ihm erträumter, höchst erotischer, aufreizender und doch das Leben fordernder Frauengestalt. In diesem Moment jedoch erwacht Snàporaz und findet sich seiner Frau gegenüber im Abteil des Zuges, in dem er einst gesessen hat – und da füllt sich auch schon das Abteil langsam mit Frauengestalten, welche in seinem Traum bedeutende Rollen innehatten. Snàporaz nimmt das Geschehen hin.

## Hintergrund
Ettore Manni starb während der Dreharbeiten durch einen Schuss in die Leistengegend. Das Drehbuch musste daraufhin umgearbeitet werden.
Christine de Pizan beschrieb (ca. 1405) mit Le Livre de la Cité des Dames das erste Modell einer allein durch Frauen gegründeten und verwalteten Stadt.
Nino Rota, der für viele Fellini-Filme die Musik beigesteuert hatte, starb 1979 bei der Vorbereitung des Soundtracks.

## Kritiken
Auf IMDb hat der Film bei ca. 7.200 Bewertungen 7 von 10 Punkten.

„In einer spektakulären, ausschweifenden Szenenfolge spiegelt Fellini die Verwirrung des männlichen ‚Eroberers‘ angesichts der veränderten gesellschaftlichen Situation in grotesken und fantasmagorischen Bildern.“

„Federico Fellinis surrealer Bilderbogen ist ein Abgesang auf den Mann, der die Frauen liebt, und der auf seiner Suche nach dem idealen Geschöpf nur seiner eigenen Lächerlichkeit begegnet. Macho Marcello Mastroianni (in einer Paraderolle) taucht hier in die Welt der Feministinnen und erlebt in einer Traumreise sein ‚Blaues Wunder‘. In aufwändigen und phantastischen Bildern zeigt Altmeister Fellini die Situation eines traditionellen Frauenhelden angesichts der fortschreitenden Emanzipation der Frau.“

„Skandal machte ‚Fellinis Stadt der Frauen‘, weil feministische Gruppen, die der Regisseur engagiert hatte, nur ein denunziatorisches Zerrbild ihrer Ideen wieder erkannten. Aus heutiger Sicht ist Fellinis mit überbordender Phantasie in Szene gesetzter, surrealer Bilderbogen eine Persiflage auf typische Männerphantasien und Männerängste. Neugierig, lüstern und feige stolpert Marcello Mastroianni, Alter Ego des Regisseurs, auf der Suche nach der idealen Frau durch das Labyrinth seiner eigenen Träume, Verblendungen und Vorurteile.“

Bewertung 5 von 6 möglichen Punkten im Gong

## Auszeichnungen
Sindacato Nazionale Giornalisti Cinematografici Italiani 1980: Nastro d’Argento
- Beste Kamera für Giuseppe Rotunno
- Bestes Kostümbild für Gabriella Pescucci
- Bester Italienischer Film für Federico Fellini
- Bestes Szenenbild für Dante Ferretti

## Weiterführende Literatur
- Katharina Leube-Sonnleitner (2024). Federico und Marcello im Reich der Frauen und der Träume: Bericht über eine weibliche Lektüre von La città delle donne. In: Peter Bär, Timo Storck, Karin Nitzschmann, Andreas Hamburger, Gerhard Schneider (Hg.). (2024). Federico Fellini: Zeitlose Bilder (S. 87–106). Cinema Quadrat e. V., Mannheim, ISBN 978-3-384-10895-1 (Print), ISBN 978-3-384-10896-8 (E-Book).